# Cissus dasyantha
Cissus dasyantha är en vinväxtart som beskrevs av Gilg & Brandt. Cissus dasyantha ingår i släktet Cissus och familjen vinväxter. Inga underarter finns listade i Catalogue of Life.